# 夏乃美菜
夏乃 美菜（なつの みいな、1992年3月9日 - ）は、日本で活動していたグラビアアイドル、タレント。アイドルユニット「拳銃少女」の元メンバー。埼玉県出身。活動当時は芸映に所属していた。

## モデル活動

### 雑誌
- 月刊アフタヌーン 2010年3月号（講談社）
- BOMB 2010年3月号（学研パブリッシング）
- デジキャパ！ 2010年8月号 (学研パブリッシング）
- CARトップ 2011年10月号（交通タイムス社） - 表紙モデル

### ウェブサイト
- ワニブックス@モバイル（2010年） - 「パジャマdeおジャマ Returns」
- トキナー（2011年） - レンズレポートモデル

## 出演

### テレビ番組
- ウエンズデー J-POP（2010年1月 - 2011年3月、NHK BS2） - さくらベイビーズ（リポーター）
- ファミレストーク王決定戦（2010年2月28日 - 3月10日、フジテレビONE）

### 映画
- 星砂の島のちいさな天使 〜マーメイドスマイル〜（2010年）[5]